# Мелпо Мерльє
Мелпо Логотеті (грец. Μέλπω Λογοθέτη), більш відома під прізвищем чоловіка як Мелпо Мерльє (грец. Μέλπω Μερλιέ; 1889, Ксанті, Османська імперія — 1979, Афіни, Греція) — грецька музикознавиця і фольклористка XX століття, засновниця товариств «Музичні архіви Традиції» (Μουσικά Αρχεία της Παράδοσης) і «Центр Малоазійських досліджень» (Κέντρο Μικρασιατικών Σπουδών). Поставила за мету порятунок та фонографічний запис традиційної музики та свідчень малоазійського еллінізму, а також створення дослідницького центру, який згодом зробив малоазійські дослідження об'єктом історичної науки.

## Життєпис
Народилася 1889 року в османському тоді місті Ксанті в сім'ї грецького лікаря Мільтіада Логотетіса (Μιλτιάδης Λογοθέτης) та Вікторії Кугіумцоглу (Βικτωρία Κουγιουμτζόγλου). Виросла в Константинополі. Там навчалася в пансіоні шляхетних дівчат Заппео (Ζάππειο Παρθεναγωγείο), де її вчителькою з фортепіано була Софія Спануді. Після смерті батька сім'я переїхала до Женеви, де Мелпо навчалася в місцевій консерваторії. Повернувшись до Греції після Балканських воєн, у 1913 році, Мелпо виступила з концертами у різних грецьких містах, а також у Константинополі та Єгипті. Була призначена викладачкою консерваторії Пірея. 1916 року написала та видала працю «Життя Бетховена».

## Франція
Після закінчення Першої світової війни поїхала до Франції і вступила на факультет новогрецької мови та філології Сорбонни, де її викладачем був французький еллініст Юбер Перно (Hubert Pernot, 1870—1946). 1921 року її призначено лекторкою з грецької мови в Сорбонні. Грецький історик Д. Фотіадіс, згодом друг сім'ї Мерльє, писав, що Мелпо ще мріяла про кар'єру піаністки. «На щастя», як пише Фотіадіс, «цього не трапилося, і Мелпо дала Греції те, що не зробила держава».:В-105

## Музикознавиця
Влітку 1922 року Мелпо Логотеті відвідала Румелію (Середню Грецію) щоб зібрати демотичні (народні пісні). Її вважають першою гречанкою, яка зробила подібне дослідження на місці, а її працю — першою спробою зібрання румелійської пісні. У цьому їй сприяв фольклорист Димитріс Лукопулос (1874—1943), сам родом із Середньої Греції. Матеріал, який Мелпо зібрала у цій своїй поїздці, видано дещо пізніше, 1931 року, в серії «Історична та фольклорна бібліотека» «Товариства поширення корисних книг», під назвою «Пісні Румелії». Книга містила музикознавчий вступ і 96 сторінок із текстом та мелодією кожної пісні.

## Мерльє
Мелпо повернулася до Франції і почала готувати дисертацію про грецьку демотичну (народну) пісню. У цей період вона познайомилася з французьким філологом Октавієм Мерльє, який був молодший від неї на 8 років. Мелпо Логотеті вийшла заміж за Мерльє 1923 року і стала згодом відомою під прізвищем чоловіка. Мерльє, за призначенням, викладав 2 роки в ліцеї у Гаврі. Але 1925 року його призначено директором у Французький інститут в Афінах і подружжя переїхало до Греції.

## Музичний архів
1929 року до Греції приїхав Перно, який запропонував Мелпо співпрацю, щоб записати на фонограму традиційну грецьку музику. З цією метою було створено «Товариство демотичної пісні» (грец. Σύλλογος Δημοτικών Τραγουδιών) і підписано контракт із Паризьким університетом. У співпраці з іншими грецькими інтелектуалами, Мелпо Мерльє зібрала від 1929 до 1931 року колекцію з 220 фонограм із 660 народними піснями. 1930 року створила «Музичний і фольклорний архів», а потім 1933 року «Архів малоазійського фольклору». 1930 року вона також записала на диски багато візантійської музики, з голосами митрополита Самоса Іринея Папамихаїла (1878—1963), Симона Караса (1903—1999) і його щойно створеного хору, і двох півчих із Мегари, Димитріса Папапостоліса (1869—1933) та Димитріса Кароніса (1891—1955). У її зібраннях представлено всі три види візантійської мелодії, які вона вважала домінуючими в традиції та на її думку неодмінно підлягали дослідженню. Згідно з поглядами Мелпо Мерльє, «Хороша чи погана, ця традиція домінує і сьогодні, поряд зі стандартною музикою церкви, і має бути вивчена».

## Центр Малоазійських досліджень

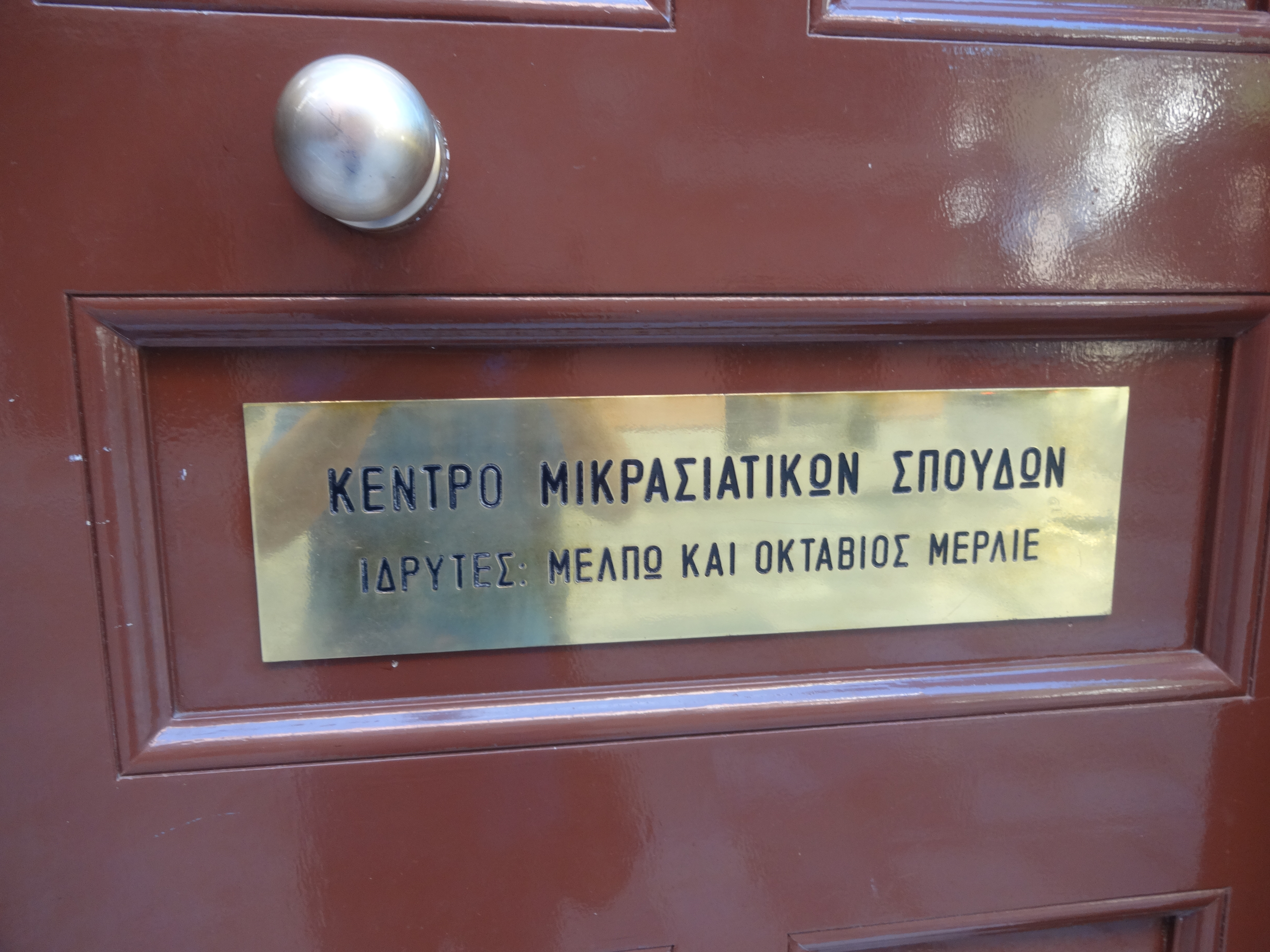
Вхід до «Центру малоазійських досліджень — Октавій і Мелпо Мерльє».

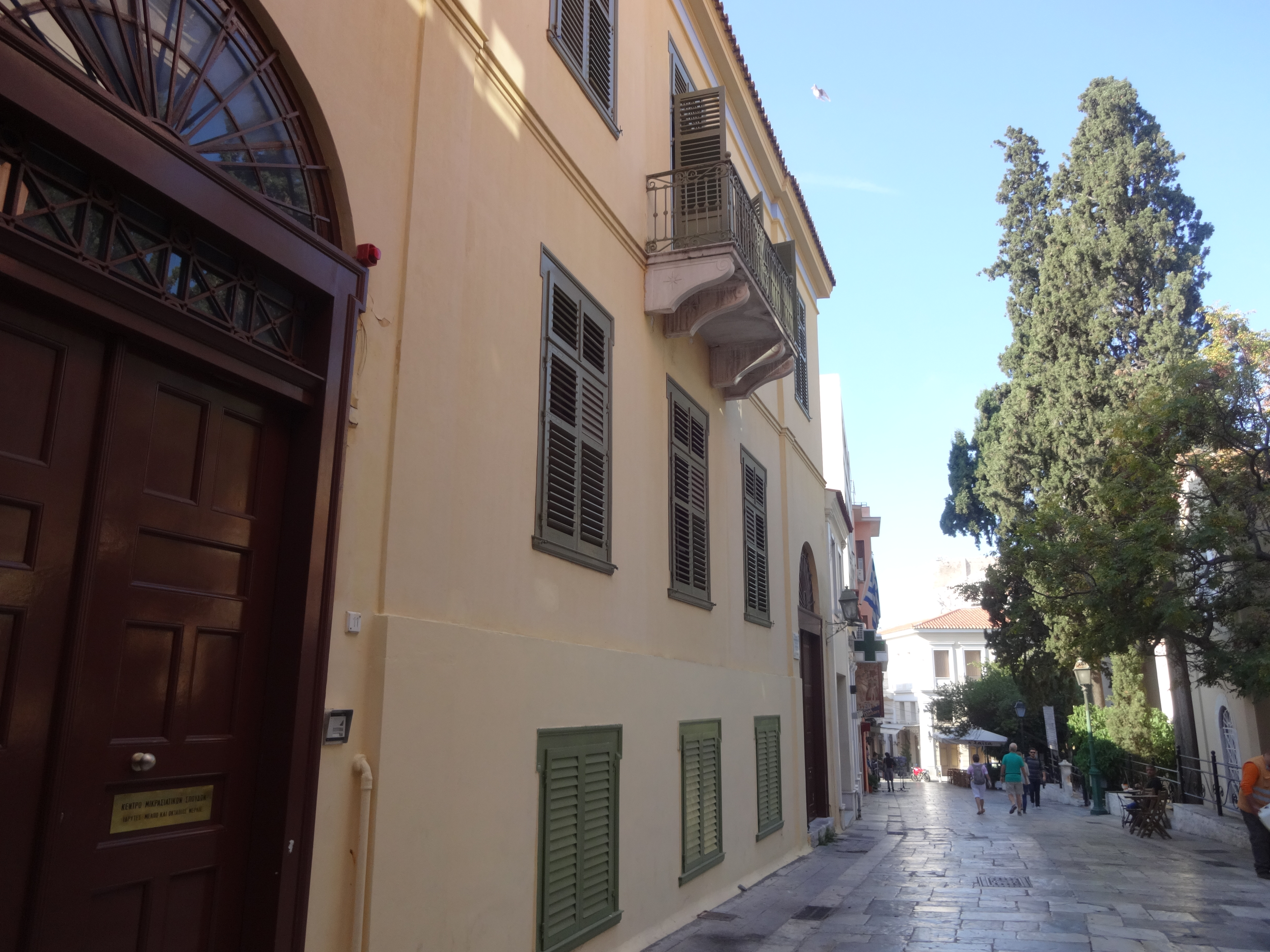
Будівля «Центру малоазійських досліджень» у кварталі Плака, біля підніжжя Афінського акрополя і навпроти колишньої Преображенський храм (Котакі).

За 3 роки до прибуття подружжя Мерльє в Грецію в країні відбулися страшні події. 1919 року, за мандатом Антанти, грецька армія зайняла західне узбережжя Малої Азії. Севрський мирний договір 1920 року закріпив тимчасовий контроль над регіоном за Грецією, з перспективою вирішення його долі за 5 років на референдумі. Бої, що зав'язалися з кемалістами, стали набувати характеру війни, яку грецька армія була змушена вести вже сама. Зі союзників, Італія від початку підтримала кемалістів, Франція, розв'язуючи свої завдання, стала також надавати їм підтримку. Однак грецька армія міцно утримувала позиції. Геополітична ситуація змінилася докорінно і стала фатальною для грецького населення Малої Азії після парламентських виборів у Греції, в листопаді 1920 року. Під гаслом «Ми повернемо наших хлопців додому» і отримавши підтримку, значного в той період, мусульманського населення, на виборах перемогли монархісти. Повернення в країну германофіла короля Костянтина звільнило союзників від зобов'язань стосовно Греції. Вже в іншій геополітичній обстановці і не вирішивши питання з грецьким населенням Іонії, монархісти продовжили війну. Правління монархістів завершилося поразкою армії, різаниною і вигнанням корінного населення Іонії. Етнічна чистка торкнулася і культурної спадщини. Всі грецькі села і міста було зруйновано, в регіоні не залишилося жодної грецької школи або церкви. Геноцид завершено насильницьким обміном населення, який зачепив і грецьке населення, яке жило далеко від театру подій. Окатвій Мерльє писав: «Втрата Малої Азії означала кінець 20 століть історії… 1453 рік означав кінець Візантії. 1922 рік був більш трагічним, тому що приніс кінець малоазійського еллінізму»:A-217.
Країна прийняла 1,5 млн біженців із Малої Азії:A-218.
Грецька держава була зайнята щоденними питаннями розміщення та забезпечення цієї маси знедолених людей. Якщо матеріальні пам'ятки малоазійського еллінізму були зруйновані або залишилися в турецьких руках і тільки нечисленні ікони вивезли біженці, то Мелпо і Октавій усвідомили гостру необхідність порятунку музичної, філологічної і фольклорної спадщини малоазійського еллінізму.
Започаткувала діяльність Мелпо, записавши на фонограму 104 понтійські пісні: 82 пісні східного Понту (24 пісні понтійців Кавказу, 32 з округу Трапезунд і 26 з округу Аргірополя) та 22 із західного Понту (9 із Керасунди, 7 з Іної і 6 з Інеполіса).
З часом, створений подружжям Мерльє, « музичний лаографічний архів» перетворився на Центр малоазійських досліджень — Фонд Мелпо та Октавія Мерльє.
В ході величезної роботи Мелпо записала і врятувала оповіді й пісні 2150 грецьких сіл і міст Малої Азії:Β-106.

## Праці та спеціальні видання
- Пісні Румелії (Μέλπω Μερλιέ, Τραγούδια της Ρούμελης, 1931).
- Музична традиція в Греції (Μέλπω Μερλιέ, Μουσική παράδοση στην Ελλάδα, δοκίμιο, 1935; επίσης Μουσική Λαογραφία)
- Нарис про грецьку народну музику (Μέλπω Μερλιέ, Essai d'un Tableau du Folklore Musical Grec, 1935.)
- Останній еллінізм Малої Азії (Οκτάβιος και Μέλπω Μερλιέ, Ο τελευταίος ελληνισμός της Μικράς Ασίας. κρασιατικών Σπουδών (1930—1973). Κατάλογος. Με πολλές εικόνες και χάρτες εκτός κειμένου, 1974).